# Houtgraniet
Houtgraniet is een kunststeen, bestaande uit magnesiet en magnesiumchloride en vulstoffen op basis van cellulose (zaagsel, kurkmeel).
Houtgraniet werd voornamelijk voor naadloze vloeren toegepast, nog tot in de jaren 50 en 60 van de 20e eeuw. Daarna raakte het in onbruik.